# Taraxacum lacistophyllum
Taraxacum lacistophyllum — вид квіткових рослин з родини айстрових (Asteraceae). Вид зростає в Європі: Люксембург, Бельгія, Чехія, Данія, Фінляндія, Франція, Німеччина, Велика Британія, Угорщина, Ірландія, Італія, Нідерланди, Норвегія, Польща, Португалія, Іспанія, Швеція, Швейцарія; це багаторічна рослина помірних біомів.

## Середовище
Росте на сухих доріжках і узбіччях доріг, на пасовищах овець і напівзасушливих луках, а також у виноградниках. Крім лужних ґрунтів, він мешкає також на більш-менш кислих ґрунтах[джерело?].

## Опис

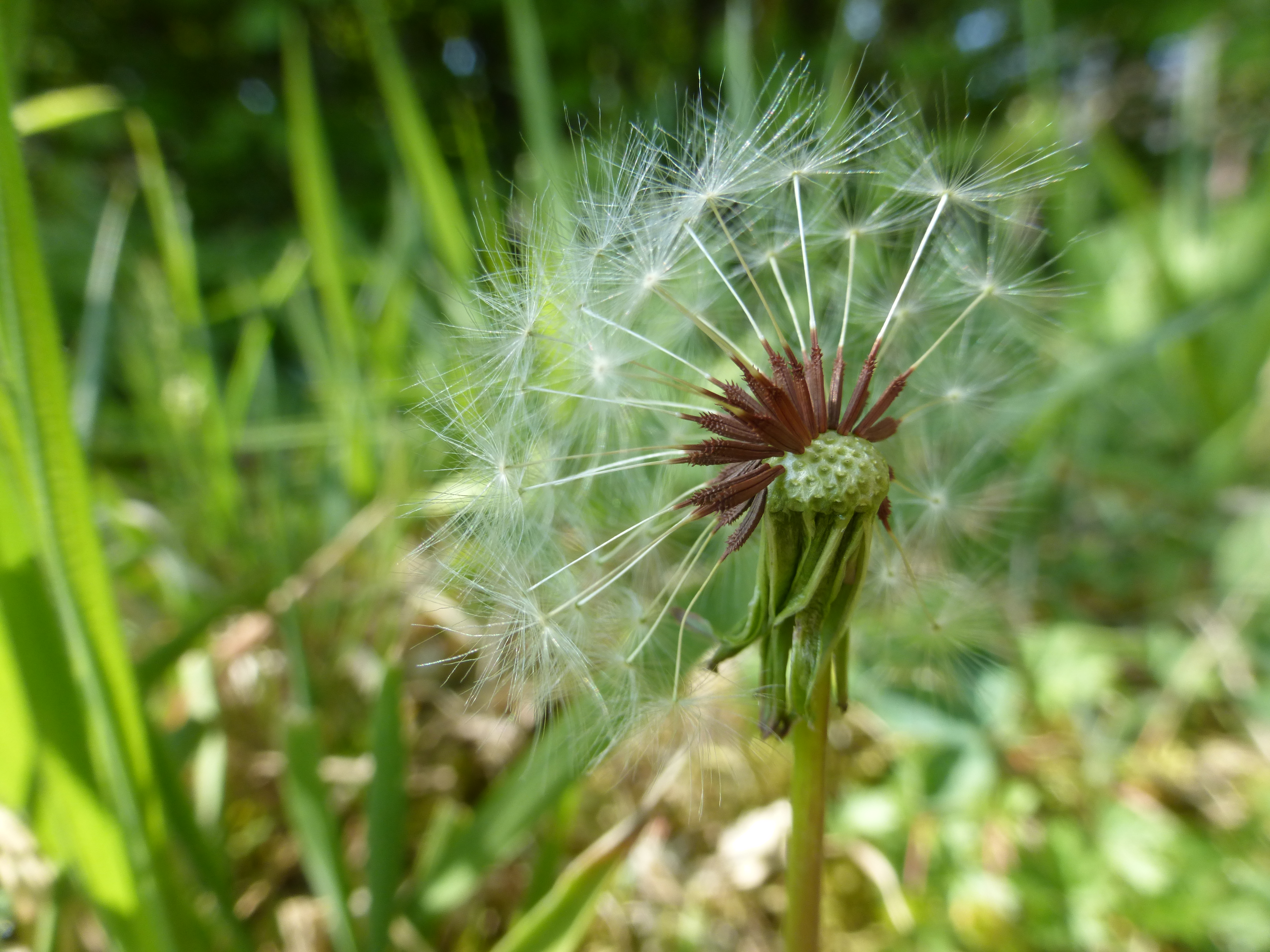

Листки, розташовані прикореневими розетками, розділені на черешки та листові пластинки. Стеблини більш-менш фіолетові. Більш-менш світло-зелена листова пластинка лопатева. Бічні частки листа зазвичай серпоподібні і зубчасті. Квіти зібрані в квіткові кошики. Зовнішні приквітки вузькі, яйцювато-ланцетні або ланцетні, довгі, від майже прилягаючих до виступаюче-зігнутих і вузьких, з чітко білими краями, часто фіолетові зверху. Квітки світло-жовті. Важливою відмінною рисою є червонувато-коричневі сім’янки у Taraxacum lacistophyllum[джерело?].